# Paul Kempa
Paul Kempa war ein deutscher Kaufmann und Politiker (CDU) und von 1946 bis 1948 der erste frei gewählte Bürgermeister von Dorsten nach dem Ende des Nationalsozialismus.

## Kaufmann und Bürgermeister
Paul Kempa besaß ein Textilgeschäft in Dorsten. Nach dem Ende des Zweiten Weltkriegs gehörte er dem provisorischen Gemeinderat an, den die britische Militärregierung auf Grundlage des letzten freien Wahlergebnisses von 1929 berufen ließ. In diesem Gremium besaß Kempas neu gegründete CDU durch die Übernahme der Sitze des ehemaligen Zentrums eine absolute Mehrheit. 
In dieser Konstellation setzte sich Kempa bei der Wahl zum Bürgermeister am 22. Mai 1946 im Gemeinderat klar gegen den bisherigen, noch von den Alliierten eingesetzten, parteilosen Bürgermeister Philipp Desoi durch. Außerdem war Kempa in den folgenden Jahren auch Vorsitzender des Dorstener Einzelhandelsverbandes sowie als Ratsherr Mitglied im städtischen Wirtschaftsausschuss. Nach dem besonders strengen Winter 1946/47 kritisierte ihn die örtliche SPD dafür, dass er als Betreiber seines Textilgeschäfts 100 von der Stadt finanziell bezuschusste Decken zurückgehalten habe, um seinen persönlichen Profit zu erhöhen. 
Nachdem die Dorstener Geschäftsleute die Abschaffung des zuvor geltenden, generellen Ladenbauverbots erreicht hatten, konnte Kempa im September 1948 als einer der ersten Kaufleute mit dem Wiederaufbau seines im Krieg zerstörten Textilgeschäfts beginnen. Im gleichen Monat wurde sein CDU-Parteifreund Paul Schürholz Kempas  Nachfolger im Amt des Dorstener Bürgermeisters.